# هانئ (اسم)
هانئ هو اسم علم مذكر من أصل عربي، ومعناه هو من الفعل هنأ، المطعم الطعام، والفرحان السعيد.

## شخصيات تحمل الاسم
- هانئ بن ثبيت الحضرمي
- هانئ بن قبيصة الشيباني
- هانئ بن مسعود الشيباني

## وصلات خارجية
- موسوعة السلطان قابوس لأسماء العرب